# Eosolenobia grisea
Eosolenobia grisea är en fjärilsart som beskrevs av Nikolai Nikolaievich Filipjev 1925. Eosolenobia grisea ingår i släktet Eosolenobia och familjen säckspinnare. Inga underarter finns listade i Catalogue of Life.